# Districte d'Aconibe
El districte d'Aconibe  és un districte de Guinea Equatorial, a la part sud-oest de la província Wele-Nzas, a la regió continental del país. La capital del districte és Aconibe. El cens de 1994 hi mostrava 9.065 habitants. Tenia 23 Consells de Poblats.